# Бережанский агротехнический колледж
Бережанский агротехнический колледж (укр. Бережанський агротехнічний колледж) — высшее учебное заведение в городе Бережаны Бережанского района Тернопольской области Украины.

## История
Бережанский сельскохозяйственный техникум был открыт в райцентре Бережаны в 1959 году.
В связи с увеличением количества специальностей и направлений подготовки, в 1966 году учебное заведение получило новое название — Бережанский техникум механизации и электрификации сельского хозяйства.
По состоянию на начало 1973 года, техникум имел собственный парк сельскохозяйственных машин и учебные мастерские, учащиеся проходили производственную практику на предприятиях и в хозяйствах области.
После провозглашения независимости Украины техникум перешёл в ведение министерства сельского хозяйства и продовольствия Украины.
В 1992 году техникум был реорганизован в Бережанский агротехнический колледж.
В марте 1995 года Верховная Рада Украины внесла колледж в перечень предприятий, учреждений и организаций, приватизация которых запрещена в связи с их общегосударственным значением.
29 мая 1997 года по решению Кабинета министров Украины колледж был включён в состав киевского Национального аграрного университета.
В 2000 году приказом ректора Национального аграрного университета на базе Бережанского агротехнического колледжа был создан Бережанский агротехнический институт. В 2001 году была проведена аккредитация учебного заведения и 6 мая 2001 года постановлением Кабинета министров Украины было утверждено создание Бережанского агротехнического института Национального аграрного университета.
После переименования киевского Национального аграрного университета в Национальный университет биоресурсов и природопользования Украины, в соответствии с постановлением Кабинета министров Украины № 945 от 30 октября 2008 года учебное заведение получило новое название — Бережанский агротехнический институт НУБиПУ.
12 августа 2014 года в соответствии с приказом ректора Национального университета природных ресурсов и природопользования Украины, учебное заведение было переименовано в Бережанский агротехнический колледж.

## Современное состояние
Колледж является высшим учебным заведением III уровня аккредитации, которое осуществляет подготовку младших специалистов по шести специальностям.
В составе колледжа — учебные корпуса (с актовым залом и компьютерными классами), библиотека, учебно-производственные мастерские, автотрактородром, два общежития и кафетерий.